# IX (журнал)

iX — немецкий ежемесячный компьютерный журнал, выпускаемый издательским домом Heise Verlag с 1988 года. Журнал предназначен главным образом для IT-профессионалов, как например, выпуски на тему UNIX. У этого журнала есть более старое родственное издание C't, шире охватывающее область компьютерной техники (собственно, название и является сокращением от «computer’technik»).
Журнал имеет примерно 51,000 подписчиков (Q3/2008; печатный тираж: 72,000).

## Дополнительные источники
- Домашняя страница
- Домашняя страница Heise Verlag (она же — новостная)
- Mediadata iX